# Bart Kaëll
 (juin 2014).
Si vous disposez d'ouvrages ou d'articles de référence ou si vous connaissez des sites web de qualité traitant du thème abordé ici, merci de compléter l'article en donnant les références utiles à sa vérifiabilité et en les liant à la section « Notes et références ».
Bart Kaëll, né Bart Gyselinck le 2 août 1960  à Audenarde, est un chanteur belge.

## Biographie
Bart Kaëll suit les cours du Studio Herman Teirlinck à Anvers. Après avoir gagné le prix du public au Baccarabeker,, en 1982, il participe, en 1983, aux présélections belges pour l'Eurovision avec la chanson Symphonie. Il termine troisième. En 1987, il participe de nouveau aux présélections pour l'Eurovision avec la chanson Caroussel. Il obtient une deuxième place.
En 1990, sort avec succès le titre De Marie-Louise, qui deviendra un véritable classique en Flandre.
Bart Kaëll présente plusieurs programmes pour la chaîne de télévision commerciale VTM, notamment de VTM-Mini-playback-show, de Soundmixshow et het Rad Van Fortuin (La Roue de la Fortune). Parallèlement, il continue sa carrière musicale. En 1997, Het Rad Van Fortuin n'est plus diffusée, ce qui lui permet de consacrer plus de temps pour sa carrière de chanteur.
En 2010, il évoque ouvertement son homosexualité. Il a une liaison avec Luc Appermont.

## Discographie

### Singles
- Symphonie (1983)
- La Mamadora (1986)
- Carrousel (1987)
- De Marie-Louise (1989)
- Duizend terrassen in Rome (1989)
- Zeil je voor het eerst (1989)
- Ik heb je lief (1998)
- Beetje bij beetje (2002)
- Het is volle maan vannacht (2006)
- Dansen in Bahia (2008)
- Donder en bliksem (2009)
- Hallo goeie morgen! (2010)
- Mee met de wind (2010)
- Elke dag een beetje mooier (2010)
- Beetje gek (2011)
- Kap’tein (2012)

### Albums
- Bart Kaëll (1989)
- Amor Amor (1990)
- Mini Playback (1990)
- Gewoon omdat ik van je hou (1991)
- Bart Kaëll in kleur (1992)
- Dicht bij jou (1993)
- Het beste van Bart Kaëll (1994)
- Nooit meer alleen (1995)
- Dag en Nacht (1997)
- Noord en Zuid (1998)
- Face to Face (1998)
- 15 jaar Bart Kaëll (1999)
- Costa Romantica (avec Vanessa Chinitor; 2001)
- Het beste van Bart Kaëll – 25 jaar hits (2008)
- Hallo, hier ben ik (2011)